# Vanessa López
Vanessa López, född 1983, är en svensk undersköterska, fotomodell och författare.
Som 17-åring började López en utredning om könskorrigering, och som 20-åring bytte hon kön från man till kvinna. 2011 deltog Vanessa López i Big Brother, där hon blev uttagen som joker. 2014 gav hon ut den självbiografiska boken Jag har ångrat mig, där López skildrar hur hon ångrar sin könskorrigering. Året efter gav hon ut barnboken Det är jag som är Mickan, skriven tillsammans med Malin Nilsson, och som skildrar en pojke som trots sin kropp bestämmer sig för att leva som en flicka.
År 2018 blev López den första transkvinnan att signas till modellagenturen Stockholmsgruppen.